# Нефтчиляр
«Нефтчиляр» (азерб. Neftçilər — «Нефтяники») — станция первой (Красной) линии Бакинского метрополитена и станция второй (Зелёной) линии Бакинского метрополитена. Расположена между станциями «Кара Караев» и «Халглар достлугу».

## Характеристика
Станция открыта 6 ноября 1972 года одной очередью с соседними станциями «Кёроглу» — «Кара Караев». Находится в посёлке «8-й километр». Стены станции украшены многоцветными мозаичными панно, изображающими труд нефтяников. Автором этих мозаичных панно являлся Ариф Агамалов. В средней части зала — двойной ряд серебристых, рифлёных колонн. На рассечённом на клетки потолке расположены лампы дневного света, дающие мягкий, ровный свет. Пол станции выстлан разноцветным узорчатым гранитом и хорошо сочетается с панно стен и изяществом колонн.
До 1989 года, когда линия была продлена до станции «Ахмедлы», станция была конечной. За станцией расположен двухпутный оборотный тупик.
При подъезде к станции в вагонах звучит фрагмент из песни «Песня о дружбе» (с азерб. — «Dostluq mahnısı») композитора Тофика Кулиева.
- Мозаичное панно на стенах станции. Худ Ариф Агамалов